# Hermann Georg Krüger
Pour les articles homonymes, voir Krüger.
Hermann Georg Krüger, né le 4 juillet 1815 dans le Schleswig et mort le 26 février 1897 à Kiel, est un architecte et inspecteur en bâtiment prussien.

## Biographie
Il est l'un des neuf enfants du pharmacien Heinrich Christian Krüger (1772- 1856) et de Johanna Christiana, née Wurmb, veuve Nölting (env. mars 1775-1844).
Il s'intéresse à l'architecture dès son plus jeune âge. De 1830 à 1835, il étudie à l'Université Gottfried-Wilhelm-Leibniz de Hanovre. Il suit ensuite une formation de menuisier et travaille pour l'architecte hambourgeois Franz Georg Stammann (de). De 1838 à 1839, il étudie à l'Académie d'architecture de Berlin avec Heinrich Strack et Karl Bötticher. Il voyage en Bavière, au Tyrol, en Italie, en France, en Belgique et en Allemagne.
Après son apprentissage, Krüger travaille pour l'architecte de la ville d'Altona. Il devient directeur de la construction des duchés de Schleswig et Holstein en avril 1842. En 1846, il est directeur des travaux de l'inspecteur des bâtiments du Holstein. Le 1er avril 1848, le gouvernement provisoire de Rendsburg lui assigne les fonctions d'inspecteur des bâtiments du Holstein.
Il vit à Altona et à Pinneberg, puis ses missions le conduisent à Kiel. En 1867, il est inspecteur des bâtiments assermenté et entre dans la fonction publique prussienne. Après une réorganisation de l'administration du bâtiment, il part en retraite en 1871. Il vit ensuite à Kiel au n°49 du Düsternbrook 49 et travaille comme architecte.

## Bâtiments
Krüger aime travailler avec les formes romanisantes et se tourne vers l'historicisme. Ce n'est pas l'un des architectes les plus importants de son temps, mais dans le cadre des travaux officiels et des commandes privées, on lui doit les réalisations suivantes :
- 1851 : restauration et rénovation du clocher de l'église de Karby.
- 1852 : construction d'un pastorat à Bramstedt.
- De 1854 à 1870, projets de construction au château de Kiel en tant que consultant.
- 1858 : Conversion du manoir de Windeby, restauration de l'église de Bordesholm.
- 1858 à 1864 : transformation de la Dreikönigskirche à Haselau et 1866 rénovation du clocher de l'église.
- De 1860 à 1862 : construction du sanatorium universitaire à Kiel.
- 1863 : construction de la chapelle du cimetière à Marne, projets d'un bâtiment gouvernemental et de la résidence officielle du président du gouvernement à Plön.
- 1863-64 : vaste restauration de la Marienkirche à Segeberg.
- 1865 : construction d'une écurie pour chevaux militaires à Plön, nouvelle construction d'un pastorat à Hemmingstedt.
- De 1866 à 1868 : reconstruction de la Nikolaikirche à Plön.
- 1868 et 1869 : construction de trois hôtels particuliers Ascheberg, Dänisch-Nienhof et Wittenberg.
- 1871 : Ajout d'une aile au manoir de Jersbek[1].
- 1871 : Construction de sa propre maison à Kiel.
- 1883-84 : Restauration de l'église de Haseldorf.

## Famille
Krüger a épousé à Plön Catharina Dorothea Christina Lüthge (1824-1905). Le couple a eu trois filles et trois fils, dont les peintres Clara von Sivers, Rosa Krüger et Elisabeth Krüger.